# Генеративні органи

Будова квітки

Генеративні (лат. organa generativa) чи репродуктивні (лат. o. reproductiva) органи — органи, за допомогою яких відбувається розмноження рослин. До генеративних органів рослин належать насінина, квітка та плід.

#### Квітка
Квітка — це видозмінений нерозгалужений і обмежений у рості пагін, що служить для статевого розмноження покритонасінних рослин.
Основними функціями квітки є :
1. утворення чоловічого та жіночого гаметофітів;
2. утворення гамет;
3. запилення;
4. запліднення;
5. формування насіння і плодів.

#### Насінина
Насінина — генеративний орган вищих насінних рослин, який утворюється в результаті запліднення із насінного зачатку.
Ззовні насінина вкрита насіннєвою шкіркою, яка здійснює захисну функцію. Під шкіркою розташований зародок насінини, утворений сім'ядолями, зародковою брунечкою, зародковим стебельцем і зародковим корінцем. У багатьох рослин у насінні є запасаюча тканина — ендосперм(злакові, пасльонові, зонтичні).
У будові насінини, яка утворюється із насіного зачатка, можна виділити такі основні частини, як зародок із запасом поживних речовин та насінну шкірку.

#### Плід
Плід — генеративний орган покритонасінних рослин, який утворюється після подвійного запліднення із зав'язі маточки. Ці органи сформувалися в процесі еволюції для захисту насіння від висихання, холоду, механічних пошкоджень та забезпечення дозрівання й поширення насіння.
Будова плоду:
1. екзокарпій;
2. мезокарпій;
3. ендокарпій;
4. перикарпій;
5. насінина.

| Способи поширення плодів та насіння | Способи поширення плодів та насіння   |
| ----------------------------------- | ------------------------------------- |
| Водою                               | осока, глечики                        |
| Саморозкидання                      | жовта акація, квасоля, фіалка, герань |
| Вітром                              | кульбаба, клен, липа                  |
| Тваринами                           | лопух, череда, нетреба                |
| Людиною                             | подорожник, галінсога                 |
| Птахами                             | горобина, калини, вишня               |